# John Butler
John Erik Butler Jr. (Greenville, 4 de dezembro de 2002) é um jogador norte-americano de basquete profissional que atualmente joga no Portland Trail Blazers da National Basketball Association (NBA).
Ele jogou basquete universitário em Florida State.

## Carreira no ensino médio
Butler jogou basquete na Christ Church Episcopal School em Greenville, Carolina do Sul, onde foi treinado por seu pai e foi companheiro de equipe de seu irmão mais novo, Jordan. Em sua última temporada, ele teve médias de 20,1 pontos, 8,5 rebotes e 2,9 bloqueios e foi eleito o Jogador do Ano pelo The Greenville News.
Um recruta de quatro estrelas, ele se comprometeu a jogar basquete universitário em Florida State e rejeitou as ofertas de Georgia Tech, Alabama, Carolina do Sul, Vanderbilt e Wake Forest.

## Carreira universitária
Como calouro na Florida State, Butler teve médias de 5,9 pontos, 3,2 rebotes e 1,2 bloqueios e acertou 39,3% na faixa de três pontos. Butler se declarou para o draft da NBA de 2022 e optou por abrir mão de sua elegibilidade universitária restante.

## Carreira profissional

### Portland Trail Blazers (2022–Presente)
Depois de não ser selecionado no draft da NBA de 2022, Butler se juntou ao New Orleans Pelicans para jogar na Summer League. Em 3 de outubro de 2022, ele assinou um contrato de mão dupla com os Pelicans para a temporada de 2022-23. No entanto, ele foi dispensado em 10 de outubro.
Em 20 de outubro de 2022, Butler assinou um contrato de mão dupla com o Portland Trail Blazers.
Em 26 de fevereiro de 2023, Butler foi designado para o Stockton Kings da G-League.

## Estatísticas da carreira

### NBA

#### Temporada regular
| Ano     | Equipe   | PJ | PT | MPJ  | AP   | 3P   | LL   | RT | AS | BR | TO | PPJ |
| ------- | -------- | -- | -- | ---- | ---- | ---- | ---- | -- | -- | -- | -- | --- |
| 2022–23 | Portland | 19 | 1  | 11.6 | .321 | .229 | .750 | .9 | .6 | .4 | .5 | 2.4 |

### Universitário
| Ano     | Equipe        | PJ | PT | MPJ  | AP   | 3P   | LL   | RT  | AS  | BR  | TO  | PPJ |
| ------- | ------------- | -- | -- | ---- | ---- | ---- | ---- | --- | --- | --- | --- | --- |
| 2021-22 | Florida State | 31 | 24 | 19.0 | .416 | .393 | .440 | 3.2 | 0.7 | 0.4 | 1.2 | 5.9 |

Fonte:

## Vida pessoal
A mãe de Butler, Casie, jogou basquete universitário na Universidade da Carolina do Sul. Seu pai, John Sr., atua como técnico de basquete na Christ Church Episcopal School.